# 長崎純心大学短期大学部
長崎純心大学短期大学部（ながさきじゅんしんだいがくたんきだいがくぶ、英語: Nagasaki Junshin Junior College）は、長崎県長崎市三ツ山町235に本部を置いていた日本の私立大学である。1950年に設置され、2006年に廃止された。大学の略称は純心短大。

## 概要

### 大学全体
- 長崎県長崎市に所在した日本の私立短期大学で、設置主体は学校法人純心女子学園[1]。
- 国内で最初に認可された短期大学149校[注 5]の1校として、1950年に純心女子短期大学（じゅんしんじょしたんきだいがく）として2学科体制で開学した[2]。
- 学科は最大で3学科[注 6]となっていたが、最終的には保育科のみの単科短大となった[3]。
- 2004年度の入学生を最後に[注釈 2]、2006年に短期大学としての使命を終える[4]。

### 建学の精神（校訓・理念・学是）
- 学是は「知恵と奉仕」であった。

### 学風および特色
- 1934年創設の長崎純心聖母会が発端となっており、長崎純心聖母会グループの短大では日本最古であった。
- 以来キリスト教思想に基づいた教育が行われており、聖母祭をはじめとした宗教的行事が行われていた。

## 沿革
- 1949年
  - 10月 文部省[注釈 3]に短期大学[注 7]の設置認可に関する申請を行う[注 8]。なお、学科・専攻は以下の通りとなっている[注 9]。
    - 社会学科 入学定員50名
    - 保育学科 入学定員50名
- 1950年
  - 3月14日 左記を以て短期大学の設置が文部省[注釈 3]より認可される[10]出典[11]。
  - 4月1日 左記を以て純心女子短期大学が以下の学科体制にて開学する[注 10]。
    - 社会学科 入学定員50名
    - 保育学科 入学定員50名→30名
- 1951年
  - 2月28日 学校法人が成立する[14]。
  - 10月26日 保育科が厚生省[注 11]より保母養成施設に指定される[15]。
- 1975年
  - 4月1日 キャンパスを長崎市文教町から三ツ山町へ移転。
  - 同 学科の入学定員増を以下の通り行う[注 12]。
    - 社会科 50→100
    - 保育科 30→100
- 1983年
  - 4月1日 以下の学科を増設する[注 13]。
    - 英米文化科 入学定員50名[22]
- 1987年
  - 4月1日 英米文化科の入学定員を50[23]→75[24]に増員する[25]。
- 1988年
  - 社会科が介護福祉士養成の認可を受ける[26]。
- 1989年
  - 4月1日 社会科が以下の専攻課程に分離する[注 14]。
    - 人文社会専攻 入学定員60名[注釈 4]
    - 社会福祉専攻 入学定員40名[注釈 4]
- 1990年
  - 4月1日 専攻科が設置され、以下の課程を置く[30]。
    - 人文社会専攻
    - 英米文化専攻 入学定員10名
- 1992年
  - 4月1日 専攻科に以下の課程が増設させる[31]。
    - 保育専攻 入学定員10名

  - 同 専攻科における以下の課程が其々、学位授与機構に認定される[32]。
    - 人文社会専攻
    - 英米文化専攻
- 1993年
  - 4月1日 社会科人文社会専攻の学生募集を最終とする[注 15]
- 1995年
  - 3月31日 左記をもって社会科の各専攻課程を廃止する[34]。
  - 4月1日 社会科介護福祉専攻を社会福祉科に名称変更し、入学定員を旧来のそれと同じ[注 16]40に据え置き[34]。
- 1998年
  - 4月1日 社会福祉科の学生募集を最終とする[注 17]
- 1999年
  - 4月1日 英米文化科の学生募集を最終とする[注 18]。
- 2000年
  - 4月1日 長崎純心大学短期大学部へ改称[37]。
  - 5月24日 左記をもって社会福祉科が正式に廃止となる[38]。
- 2001年
  - 5月29日 左記をもって英米文化科が正式に廃止となる[39]。
- 2003年
  - 4月1日 保育科の入学定員を100→50に減員[40]。
- 2004年
  - 4月1日 短期大学の学生募集を最終とする[注釈 2]。
- 2006年
  - 9月12日 左記をもって文部科学省より正式に廃止の認可が下る[4]。

## 基礎データ

### 所在地
- 長崎県長崎市三ツ山町235[注釈 1]

### 象徴
- 右記資料にあり

### 年度別学生数
該当年度の5月1日時点でのデータ。
| 年次   | 社会科 | 保育科   | 英米文化科 | 出典      |
| ------ | ------ | -------- | ---------- | --------- |
| 1954年 | 76     | 71       | 未設置     | [ 41 ]    |
| 1958年 | 65     | 86       | 未設置     | [ 42 ]    |
| 1959年 | 91     | 90       | 未設置     | [ 43 ]    |
| 1960年 | 88     | 87       | 未設置     | [ 44 ]    |
| 1961年 | 91     | 86       | 未設置     | [ 45 ]    |
| 1962年 | 102    | 90       | 未設置     | [ 46 ]    |
| 1963年 | 118    | 83       | 未設置     | [ 47 ]    |
| 1964年 | 121    | 72       | 未設置     | [ 48 ]    |
| 1965年 | 138    | 78       | 未設置     | [ 49 ]    |
| 1966年 | 194    | 105      | 未設置     | [ 50 ]    |
| 1967年 | 210    | 125      | 未設置     | [ 51 ]    |
| 1968年 | 198    | 114      | 未設置     | [ 52 ]    |
| 1970年 | 197    | 108      | 未設置     | [ 53 ]    |
| 1971年 | 202    | 146      | 未設置     | [ 54 ]    |
| 1972年 | 210    | 191      | 未設置     | [ 55 ]    |
| 1973年 | 220    | 記載なし | 未設置     | [ 56 ]    |
| 1975年 | 227    | 記載なし | 未設置     | [ 57 ]    |
| 1976年 | 228    | 271      | 未設置     | [ 58 ]    |
| 1977年 | 236    | 287      | 未設置     | [ 59 ]    |
| 1978年 | 247    | 263      | 未設置     | [ 60 ]    |
| 1979年 | 247    | 258      | 未設置     | [ 61 ]    |
| 1980年 | 274    | 243      | 未設置     | [ 62 ]    |
| 1981年 | 261    | 236      | 未設置     | [ 63 ]    |
| 1982年 | 251    | 236      | 未設置     | [ 64 ]    |
| 1983年 | 271    | 263      | 64         | [ 65 ]    |
| 1984年 | 255    | 73       | 117        | [ 66 ]    |
| 1985年 | 264    | 268      | 115        | [ 67 ]    |
| 1986年 | 306    | 289      | 118        | [ 68 ]    |
| 1987年 | 329    | 277      | 162        | [ 69 ]    |
| 1988年 | 297    | 263      | 186        | [ 70 ]    |
| 1989年 | 272    | 259      | 163        | [ 71 ]    |
| 1990年 | 291    | 243      | 174        | [ 72 ]    |
| 1991年 | 323    | 232      | 191        | [ 73 ]    |
| 1992年 | 267    | 239      | 186        | [ 注 19 ] |
| 1993年 | 226    | 243      | 180        | [ 76 ]    |
| 1994年 | 168    | 241      | 177        | [ 77 ]    |
| 1995年 | 90     | 23       | 176        | [ 78 ]    |
| 1996年 | 92     | 244      | 176        | [ 79 ]    |
| 1997年 | 97     | 255      | 159        | [ 80 ]    |
| 1998年 | 96     | 256      | 164        | [ 81 ]    |
| 1999年 | 4      | 262      | 149        | [ 82 ]    |

## 教育および研究

### 組織

#### 学科
- 保育科 入学定員50名[注 21]
- 社会科
  - 人文社会専攻 入学定員60名[注 22]
  - 社会福祉専攻→社会福祉科 入学定員40名[注 23]
- 英米文化科 入学定員75名[注 24]

#### 専攻科
- 人文社会専攻
- 英米文化専攻 入学定員10名[90]
- 保育専攻 入学定員10名 修業年限は昼間部1年制[90]。

#### 別科
- なし

#### 取得資格について
資格
- 保育士
- 介護福祉士：社会科社会福祉専攻[91]
- 保育士：保育科
- 司書：社会科人文社会専攻
- 司書教諭：社会科人文社会専攻

教職課程
- 幼稚園教諭二種免許状が保育科にて取得できるようになっていた。
- 中学校教諭二種免許状も設置されていた。
  - 英語：英米文化科[92]
  - 社会：社会科人文社会専攻[75]
- 当初は社会科にて、中学校教諭ほか高等学校教諭免許状（社会）の教職課程を併設[93]。

#### 附属機関
- 早坂記念図書館：1977年竣工。

#### 研究
- 『純心女子短期大学紀要』[94]

## 学生生活

### 部活動・クラブ活動・サークル活動[95]
- 長崎純心大学短期大学部（純心女子短期大学含む）で活動していたクラブ活動
  - 体育系：バドミントン・バレーボール・バスケットボール・ゴルフ・ヨット・卓球ほか
  - 文化系：郷土史・E・S・S・書道・茶道・チャリティ・陶芸・パソコン・演劇・美術・写真・童話・コール・漫画ほか

### 学園祭
- 長崎純心大学短期大学部の学園祭は「純心祭」と呼ばれていた[95]。

## 施設

### キャンパス
- 最大の目玉は早坂記念図書館であり、館内にはカトリック文庫や博物館。児童文庫などがあった。図書館の所蔵資料数はおよそ100,000冊となっていた。

### 寮
- マダレナ寮と呼ばれる学生寮が学内にあった。

## 対外関係

### 姉妹校
- 鹿児島純心女子短期大学
- 東京純心女子短期大学

### 系列校
- 長崎純心大学

## 卒業後の進路について

### 就職について
- 保育科：在学中に取得した資格や免許を活かして、長崎県内や大分県・福岡県・鹿児島県など九州地方一帯の各幼稚園や保育園、各種児童福祉施設に大半が就職している。
- 社会科
  - 人文社会専攻：一般企業への就職者が大半。
  - 社会福祉専攻&社会福祉専攻：在学中に取得した資格を活かして、養護老人ホーム・特別養護老人ホーム・老人保健施設・身体障害者療護施設・児童養護施設・重症心身障害児施設・知的障害児施設・社会福祉協議会などの介護職に就いている。
- 英米文化科：一般企業への就職者が大半で、積水ハウス・三菱電機・日立製作所・三菱重工業・九州電力・九州旅客鉄道・対馬空港・九州商船・NECインフロンティア・日本電気・興和新薬・イトキン・三城・佐賀銀行・山口銀行・十八銀行・大分銀行・新光証券・日本生命保険・武富士・第一生命保険・プリンスホテルなどに就職している。
- 専攻科
  - 英語専攻：国際協力事業団ほか。

### 編入学・進学実績
- 保育科：長崎純心大学・純心女子短期大学専攻科ほか
- 社会科
  - 人文社会専攻：跡見学園女子大学・立教大学・立正大学・立命館大学・純心女子短期大学専攻科ほか。
  - 社会福祉専攻&社会福祉学科：上智大学ほか。
- 英米文化科：桃山学院大学・神戸海星女子学院大学・ノートルダム清心女子大学・梅光女学院大学・純心女子短期大学専攻科ほか。